# Marika Stolpe
Marika Elisabet Stolpe, född 14 april 1963 i Bromma i Stockholm, är en svensk förläggare och författare. Hon har grundat Bokförlaget Max Ström och Bokförlaget Stolpe. 

## Biografi
Stolpe är utbildad fotograf. Hon har även studerat vid Ole Brekkes clownskola och Adam Darius Mime Center i London samt har läst konstvetenskap på Stockholms universitet. Hon inledde sin karriär inom försäljning och filmproduktion innan hon 1994 grundade Bokförlaget Max Ström tillsammans med Jeppe Wikström. Förlaget förvärvades 2001 av Bonnierförlagen. Under åren som Stolpe var VD och förläggare på Max Ström gav förlaget ut över 300 böcker, varav flera blev prisbelönta.  

## Bokförlaget Stolpe
År 2018 grundade Stolpe Bokförlaget Stolpe som 2022 förvärvades av Axel och Margaret Ax:son Johnsons stiftelse för allmännyttiga ändamål. Av förlagets utgivning utmärker sig främst Hilma af Klint Catalogue Raissoné, det största bokprojekt om en svensk konstnärs samlade verk som givits ut i Sverige samt Gustav III: sin egen arkitekt.

## Expressions of Humankind
År 2010 var Stolpe en av grundarna av stiftelsen Expressions of Humankind, som 2012 genomförde projektet A Day in the World, där tusentals yrkes- och amatörfotografer fick dokumentera vardagslivet i alla jordens länder under ett dygn. Stiftelsen har bland annat organiserat utställningar i London, Bryssel, Sarajevo och New York. 

### Familj
Marika Stolpe är dotter till Pär Stolpe och Mildred Samuelsson och vidare sondotter till Herman Stolpe samt släkt med Jan Stolpe och Sven Stolpe. Hon har varit gift med Jeppe Wikström och har två söner och en dotter.